# Флатхед (национальный лес)
Флатхед (англ. Flathead National Forest) — национальный лес на северо-западе США, в штате Монтана. Площадь леса составляет 9732 км². Расположен в Скалистых горах, на высотах от 1400 до 2600 м над уровнем моря. На севере граничит с национальным парком Глейшер, на востоке — с национальным лесом Льюис и Кларк, на юге — с национальным лесом Лоло и на западе — с национальным лесом Кутеней. Лес находится преимущественно на территории округа Флатхед (73 % от общей площади).
Из фауны леса Флатхед можно отметить находящихся под угрозой исчезновения гризли, канадскую рысь и белоголового орлана. На территории леса имеется около 2700 км дорог и около 4500 км пешеходных маршрутов. Лес был основан 22 февраля 1897 года.